# Funchalia
Funchalia és un gènere de crustacis decàpodes de la família dels penèids (Penaeidae) que comprèn les espècies comercials més explotades: les gambes i els llagostins. Aquest gènere està constituït per gambes d'aigües profundes.

## Descripció
La closca és blana, membranosa, desproveïda de solcs, però amb una quilla dorsal i fortes quilles laterals, de les quals una, la transmiocardíaca, és molt allargada i acaba en una espina hepàtica. Rostre ventralment inerme. L'antènula interna és més llarga que els ulls. Els flagels de les antènules són cilíndrics, gairebé tan llargs com la closca sense el rostre; flagel superior dilatat a la seva base. Palp mandibular foliaci, amb el segon artell molt més ample i llarg que el primer, i amb la corona mandibular transformada en un llarg estilet transversal. Lòbul posterior de la lacínia interna de la segona maxil·la completament atrofiada. Primer maxil·lípede amb l'exopodi laminar i l'endopodi de dos artells. Exopodi del segon maxil·lípede molt més llarg que el corresponent endopodi. Tercer maxil·lípede amb l'exopodi d'igual longitud que l'endopodi, aquest consta de set artells i el darrer és més curt i estret que el sext. Potes curtes i primes. Les dels parells quart i cinquè acaben en dàctils curts i un poc corbats. Pleopodis curts.

## Taxonomia
El gènere Funchalia consta de 5 espècies:
- Funchalia danae Burkenroad, 1940
- Funchalia sagamiensis Fujino, 1975
- Funchalia taaningi Burkenroad, 1940
- Funchalia villosa (Bouvier, 1905)
- Funchalia woodwardi J.Y.Johnson, 1868

## Distribució
Les espècies F. danae i F. villosa s'han citat a l'oceà Atlàntic; F. sagamiensis i F. taaningi al Pacífic oest i a l'Índic; i F. woodwardi tant a l'Atlàntic, com al Pacífic i a l'Índic. Al Mediterrani s'han registrat F. woodwardi i F. villosa.